# كريع (ثمود)
'

تعديل مصدري - تعديل

كريع هي إحدى قرى عزلة ثمود بمديرية ثمود التابعة لمحافظة حضرموت، بلغ تعداد سكانها 412 نسمة حسب تعداد اليمن لعام 2004.